# Afonso Pedro Canga
Afonso Pedro Canga (Damba, Uíge, 10 de fevereiro de 1959) é um engenheiro agronômico e político angolano.
Foi o Ministro da Agricultura e Desenvolvimento Rural de Angola entre janeiro de 2007 e setembro de 2016.
É poliglota, tendo conhecimentos, além da língua portuguesa, de francês, inglês, espanhol, checo, eslovaco e congo.

## Biografia
Afonso Pedro Canga nasceu em Damba, na província do Uíge, em Angola, a 10 de fevereiro de 1959.
Frequentou o ensino primário na Missão Católica de damba e na Escola Primária de Sá de Oliveira, em 1971, e o ciclo preparatório no Colégio Cristo Rei do Bungo, na província do Uíge, em 1973. Em 1976, ingressou no Seminário Seráfico dos Padres Capuchinhos de Luanda.
Concluiu o Curso Pré-Universitário de Ciências Agrárias no Huambo, em 1981. Como estudante no Huambo, leccionou a disciplina de língua portuguesa na Escola Regional do Ministério do Comércio Interno, e foi Coordenador da Comissão Pedagógica da Escola. Já militante do Movimento Popular de Libertação de Angola (MPLA) foi enviado pelo partido para cursar licenciatura em agronomia na Faculdade de Agronomia da Universidade Checa de Ciências da Vida de Praga, na qual obteve o título de engenheiro agrónomo em 1986.
Após formado, participou de um Curso de Extensão Rural na Guiné-Bissau em 1988, bem como do Curso de Extensão e Desenvolvimento Rural no Brasil, ministrado pela EMBRAPA e pela EMBRATER, em 1989 e o Curso de Extensão Rural, no Centro Agrícola Internacional nos Países Baixos, em 1991.

### Carreira profissional
Sua carreira político-profissional como engenheiro agronômico iniciou-se em 1988 no Programa Nacional de Algodão, em seguida como Coordenador do Programa Nacional de Extensão Rural, como Coordenador do Projecto ANG/89/012 e homólogo do Conselho Técnico Principal. Passou a ser Director Nacional Adjunto do Instituto de Desenvolvimento Agrário (IDA), cargo ocupado de 1989 até 1991, e, em seguida, Director Nacional do IDA, de 1991 até 1995. Por seus resultados na reabilitação da agricultura algodoeira, foi nomeado Vice-Ministro da Agricultura e do Desenvolvimento Rural, ocupando funções de 1995 a 1999.
A partir de 1999 voltou a ser a ser Director Nacional do IDA, ao mesmo tempo em que passou a ser Coordenador do Projecto de Reabilitação da Agricultura Camponesa na província de Malanje, este um projeto financiado pelo Fundo Internacional de Desenvolvimento Agrícola. Neste período tornou-se consultor da Organização das Nações Unidas para o Desenvolvimento Industrial (UNIDO) para o Estudo sobre Agro-Indústria em Angola e consultor da Organização das Nações Unidas para Alimentação e Agricultura (FAO), ocupando estas funções até 2004.
Entre 2002 e 2003 passou a ser o Coordenador da Comissão de Gestão da Frescangol, importantíssima empresa pública que tinha como principal actividade a aquisição, tratamento, distribuição grossista de carne, frangos, ovos, frutas e legumes, servindo como intermediária entre a cadeia produtiva agrícola e o comércio de retalhos e venda por grosso.
Entre 2004 e 2007 tornou-se Vice-Presidente de Mesa da Assembleia de Associação dos Técnicos Agrários, além de Membro da Ordem dos Engenheiros de Angola, Membro do Conselho Directivo e Coordenador do Colégio de Agronomia e Florestas, Membro da Comissão Nacional dos Recursos Fitogenéticos, Membro fundador da ONG Acção para Desenvolvimento Rural e Ambiente (ADRA), Membro da direção do Centro de Cooperação em Pesquisa Agrícola da África Austral, Membro fundador da ONG Horizonte para o Desenvolvimento Rural (HODER) e Membro do Conselho Consultivo do Fundo de Desenvolvimento Económico e Social (FDES).
Neste íterim, foi também Presidente da Comissão Administrativa do Fundo Angolano de Desenvolvimento Agrário (FADA), e Vice-Presidente da Mesa da Assembleia da Sociedade de Desenvolvimento dos Perímetros Irrigados (SOPIR).
Em janeiro 2007 passou a ocupar o cargo de Ministro da Agricultura e Desenvolvimento Rural, pasta que ganhou, a partir de fevereiro de 2010, as atribuições também da área das pescas. Permeneceu no Ministro da Agricultura e Desenvolvimento Rural até 2016.

## Vida pessoal
É casado e tem 3 filhos.